# Vendetta araba
Vendetta araba (The Forbidden Woman) è un film muto del 1927 diretto da Paul L. Stein sotto la supervisione di William C. de Mille. Prodotto dalla DeMille Pictures Corporation, con le scenografie di Wilfred Buckland e Mitchell Leisen e i costumi di Adrian, il film aveva come interpreti Jetta Goudal, Victor Varconi, Joseph Schildkraut.
La sceneggiatura di Clara Beranger si basa su Brothers, racconto di Elmer Harris.

## Trama
Zita, bellissima spia al servizio del sultano del Marocco, viene messa in contatto con il colonnello francese Pierre Gautier, al quale deve sottrarre dei segreti militari. Il loro incontro finisce in un matrimonio e Zita, in questo modo, ottiene preziose informazioni che trasmette al sultano attraverso la sua cameriera, anche lei una spia.
Quando Gautier viene richiamato a Parigi, Zita decide di raggiungerlo in Francia dove incontra Jean La Coste, un celebre violinista, di cui si innamora follemente. A Parigi, però, scopre che Jean è il fratello minore di Pierre: i due amanti sono disperati e non sanno che fare. Sorpresi in una situazione compromettente da Pierre, Jean viene inviato a unirsi all'esercito in Marocco.
Zita, giunta alla conclusione che il suo amore per Jean non ha alcuna speranza, lo denuncia come spia ma la confessione d'amore del giovane nei suoi confronti la spinge ad ammettere la propria colpa, addossandosene tutta la responsabilità. I due fratelli, riuniti, assisteranno all'esecuzione di Zita.

## Produzione
Il film fu prodotto dalla DeMille Pictures Corporation.

## Distribuzione
Il copyright del film, richiesto dalla Pathé Exchange, inc., fu registrato il 1º novembre 1927 con il numero LP24593.

Distribuito dalla Pathé Exchange, il film uscì nelle sale statunitensi il 7 novembre dopo essere stato presentato in prima a New York il 29 ottobre 1927. La P.D.C. lo distribuì nel 1928 in Italia con il titolo Vendetta araba e il visto di censura numero 24072.
In Finlandia, il film uscì il 25 febbraio 1929; in Danimarca, come Zita, den kvindelige Spion, il 1º aprile 1929. In Brasile, prese il titolo A Mulher Fatídica, in Polonia quello di Zakazana kobieta, in Spagna di La mujer fatal.

### Conservazione
Copie (anche complete) della pellicola si trovano conservate negli archivi della Cinémathèque Royale de Belgique di Bruxelles, dell'UCLA Film And Television Archive di Los Angeles, della Library of Congress di Washington, del Lobster Films di Parigi, dell'Academy Film Archive di Beverly Hills, dell'Archives du Film du CNC di Bois d'Arcy.